# 巴特莱昂费尔登
巴特莱昂费尔登是奥地利上奥地利州乌尔法尔城郊县的一个市镇。总面积40平方公里，总人口4064人，人口密度101.6人/平方公里（2011年）。